# دورية كان التاريخية
دَورِيةُ كَان الْتَّارِيْخية، (ISSN: 2090 - 0449) تصدر دَورِيةُ كَان الْتَّارِيْخية برعاية سلسلة المؤرخ الصغير، وهي أول دورية عربية علمية عالمية مُحكَّمة ربع سنوية متخصصة في البحوث والدراسات التاريخية تصدر في شكل إلكتروني. تأسست غرة جمادى الأول 1429 هجرية، وصدر العدد الأول من الدورية في سبتمبر (أيلول) 2008. «كان» غير هادفة للربح تتيح نصوصها كاملة على شبكة الإنترنت، وتسعى إلى استيعاب روافد كل الأفكار والثقافات ذات البعد التاريخي.

## الهدف
- تيسير التواصل الفكري بين المتخصصين والباحثين في مجال الدراسات التاريخية وتبادل الآراء مع منسوبي الجامعات والهيئات العربية ذات الصلة بنفس التخصص.
- إتاحة الموضوعات غير التقليدية، بالإضافة إلى المقالات والدراسات التاريخية للأساتذة والباحثين، وكذلك نشر مشروعات التخرج للطلبة ذات المستوى المتميز.
- نشر الدراسات والبحوث التي تخاطب المواطن العربي بأسلوب سهل سلس لتعريفه بحقائق التاريخ دون تعقيد.
- إلقاء الضوء على الموضوعات التاريخية المتناثرة في الفضاء الرقمي وتصنيفها، بالإضافة إلى عرض الموضوعات المميزة في المجلات المطبوعة لتعميم الفائدة على قراء الإنترنت.
- بناء قاعدة بيانات من عناوين البريد الإلكتروني للأساتذة، والطلاب، والباحثين المتخصصين في التاريخ، والمهتمين بالقراءات التاريخية، لنشر الوعي الثقافي التاريخي.

## الهيئة الاستشارية
- الدكتور/ عبد العزيز غوردو (المغرب).
- الدكتور/ خليف غرايبة (الأردن).
- الدكتورة/ عائشة عبد العال (مصر).
- الدكتورة/ نهلة أنيس (مصر).
- الدكتور/ فتحي عبد العزيز (السعودية).
- الدكتور/ بشار خليف (سوريا).
- الدكتور/ خالد بلعربي (الجزائر).
- الدكتور/ ناظم معتوق (العراق).
- الدكتور/ محمد يونس (سوريا).
- الدكتور/ عبد الرحمن الحسن (السودان).
- الدكتور/ محمود درويش (مصر).
- الدكتور/ عارف الرعوي (اليمن).
- الدكتور/ علي الشطشاط (ليبيا).
- الدكتور/ عبد الناصر يس (مصر).

## الأبواب الثابتة
- افتتاحية رئيس التحرير
- المقالات والدراسات
- عرض كتاب
- عرض أطروحة
- تقارير الندوات والمؤتمرات العلمية
- ملف العدد

## الفئات المستهدفة
تُوزّع «دورية كان التاريخية» على الأساتذة الأكاديميين والباحثين والكُتَّاب المثقفين في الوطن العربي، وكذلك المؤسسات العلمية والجمعيات الأهلية ذات العلاقة. والدورية متاحة للاطلاع والتحميل على موقع دار ناشري للنشر الإلكتروني (الكويت)، وموقع الأرشيف العالمي.

## وصلات خارجية
- المدونة الرسمية لدَّورِيةُ كَان الْتَّارِيْخية
- صفحة الدورية في موقع دار ناشري للنشر الإلكتروني - الكويت
- صفحة الدورية في موقع مكتبة نيويورك العامة - الولايات المتحدة
- صفحة الدورية في موقع مكتبة جامعة جنوب أستراليا
- صفحة الدورية في موقع مكتبة جامعة ستانفورد
- خبر صدور العدد الرابع من دورية «كان» - موقع اليوم السابع
- بروتوكول للتعاون بين المؤسسة الدولية لصيانة التراث الثقافي ودورية كان - موقع النيل الإخباري
- الدكتور خليف الغرايبة يتسلم شهادة شكر وتقدير من دورية كان التاريخية - وكالة عجلون الإخبارية
- تعاون علمي بين الجامعة العربية المفتوحة لشمال أمريكا ودورية كان التاريحية
- الدوريات التاريخية العربية... أي مستقبل لها؟ - جريدة الحياة اللندنية

## وصلات داخلية
- دكتور عبد العزيز غوردو عضو الهيئة الاستشارية.
- دكتور بلعربي خالد عضو الهيئة الاستشارية.
- دكتور أنور محمود زناتي عضو الهيئة الاستشارية.